# Hardy Rocks
Die Hardy Rocks sind eine Gruppe inselartiger Rifffelsen westlich der Antarktischen Halbinsel. Im Archipel der Biscoe-Inseln liegen sie 3 km westlich der Insel DuBois Island.
Kartiert wurden sie anhand von Luftaufnahmen der Falkland Islands and Dependencies Aerial Survey Expedition (1956–1957). Das UK Antarctic Place-Names Committee benannte sie 1960 nach dem US-amerikanischen Physiker und Physiologen James D. Hardy (1904–1985), der sich mit den Reaktionen des menschlichen Körpers auf kalte Umgebungsbedingungen befasste.